# Фраво
Фраво́ (фр. Fravaux) — коммуна во Франции, находится в регионе Шампань — Арденны. Департамент — Об. Входит в состав кантона Вандёвр-сюр-Барс. Округ коммуны — Бар-сюр-Об.
Код INSEE коммуны — 10160.
Коммуна расположена приблизительно в 185 км к востоку от Парижа, в 85 км южнее Шалон-ан-Шампани, в 45 км к востоку от Труа.

## Население
Население коммуны на 2008 год составляло 50 человек.
| 1962 | 1968 | 1975 | 1982 | 1990 | 1999 | 2008 |
| ---- | ---- | ---- | ---- | ---- | ---- | ---- |
| 17   | 40   | 46   | 34   | 47   | 57   | 50   |

## Администрация
| Период | Период | Фамилия      | Партия | Примечания |
| ------ | ------ | ------------ | ------ | ---------- |
| 2001   | 2008   | Рене Мес     |        |            |
| 2008   |        | Давид Лелюбр |        |            |

## Экономика
В 2007 году среди 31 человек в трудоспособном возрасте (15—64 лет) 24 были экономически активными, 7 — неактивными (показатель активности — 77,4 %, в 1999 году было 59,5 %). Из 24 активных работали 24 человека (14 мужчин и 10 женщин), безработных не было. Среди 7 неактивных 3 человека были учениками или студентами, 4 — пенсионерами, 0 были неактивными по другим причинам.